# Marquesado de San Miguel de Bejucal
El Marquesado de San Miguel de Bejucal es un título nobiliario español otorgado el 22 de septiembre de 1864 por la reina Isabel II a favor de Miguel de Cárdenas y Chaves, Coronel de Milicias de Caballería de La Habana, Cuba, Caballero de la Orden de Alcántara, nieto de los I marqueses de Prado Ameno.

## Armas
«Escudo Cuartelado: 1º, en campo de oro, dos lobos pasantes de sable, puestos en palo; bordura de gules con ocho veneras, de oro; 2º, en campo de oro, cinco llaves, de azur, puestas en aspas y con los ojos hacia arriba; bordura de gules con ocho veneras, de oro; 3º, en campo de azur, dos lises, de plata, puestas en faja; gules con ocho veneras, de oro; y 4º, fajado de plata y gules.»

## Marqueses de San Miguel de Bejucal
|                         | Titular                      | Periodo                 |
| Concedido por Isabel II | Concedido por Isabel II      | Concedido por Isabel II |
| ----------------------- | ---------------------------- | ----------------------- |
| I                       | Miguel de Cárdenas y Chaves  | 1864-1890               |
| II                      | María de Aguirre y Cárdenas  | 1896-1944               |
| III                     | Juan Pérez del Pulgar y Marx | 1956-1998               |

## Historia de los marqueses de San Miguel de Bejucal
- Miguel de Cárdenas y Chaves (La Habana, Cuba, 29 de septiembre de 1802 - ídem, 1 de enero de 1890), I marqués de San Miguel de Bejucal. Casó con María Josefa Romero y Núñez de Villavicencio. Con descendencia.

Le sucedió, el 25 de mayo de 1896, su nieta:
- María de Aguirre y Cárdenas (La Habana, Cuba, 7 de mayo de 1861 - Ídem, 22 de diciembre de 1944), II marquesa de San Miguel de Bejucal. Casó con Juan Barrio y Jiménez. Sin descendencia.

Sucedida, por Convalidación el 16 de marzo de 1956, por su sobrino:
- Juan Pérez del Pulgar y Marx (Madrid, España, 14 de mayo de 1920 - Barcelona, España, 13 de septiembre de 1998[4]), III marqués de San Miguel de Bejucal. Casó con María Mercedes Zariquiey y Colom. Sin descendencia.